# Prionospio convexa
Prionospio convexa är en ringmaskart som beskrevs av Imajima 1990. Prionospio convexa ingår i släktet Prionospio och familjen Spionidae. Inga underarter finns listade i Catalogue of Life.